# 黑澤清
黑澤清（日语：／ Kurosawa Kiyoshi，1955年7月19日—），日本電影導演、編劇、影評與大學教授，目前任職於東京藝術大学大学院映像研究科。
黑澤清電影風格多元，不過其中以恐怖片廣受商業成功。2003年，他以《光明的未來》進入第56屆坎城影展正式競賽單元。2020年，更以《間諜之妻》榮獲第77屆威尼斯影展最佳導演銀獅獎。

## 生平
黑澤清兵庫縣神戸市出身，畢業於六甲中学校・高等学校、立教大学社会学部。就讀立教大学時，受到蓮實重彦的影響，並完成幾部8厘米電影。後來他擔任長谷川和彦與相米慎二的助手，開始進入電影界。1983年，他以《神田川淫亂戰爭》出道。1980年代，黑澤清工作於粉紅色電影。
1997年，黑澤清與役所廣司、萩原聖人合作，完成《X聖治》，獲得國際上的好評。2005年，他開始擔任東京藝術大学大学院映像研究科教授。

## 電影作品
| 年分 | 電影                       | 電影原名      | 備註                           |
| ---- | -------------------------- | ------------- | ------------------------------ |
| 1983 | 《神田川淫亂戰爭》         |               |                                |
| 1985 | 《女郎漫遊仙境》           |               |                                |
| 1989 | 《甜蜜之家》               |               |                                |
| 1992 | 《地獄保安》               |               |                                |
| 1997 | 《X物語》                  |               |                                |
| 1998 | 《蛇之道》                 |               |                                |
| 1998 | 《蜘蛛之瞳》               |               |                                |
| 1998 | 《人間合格》               |               |                                |
| 1999 | 《超凡神樹》               |               |                                |
| 1999 | 《荒涼幻境》               |               |                                |
| 2000 | 《降靈》                   |               | 電視電影                       |
| 2001 | 《回路》                   |               |                                |
| 2003 | 《光明的未來》             |               | 提名-坎城影展金棕櫚獎          |
| 2003 | 《自視性幻覺》             |               |                                |
| 2005 | 《藏屍樓》                 |               |                                |
| 2006 | 《叫魂》                   |               |                                |
| 2008 | 《東京奏鳴曲》             |               | 坎城影展一種注目單元評審團獎   |
| 2013 | 《完美的蛇頸龍之日》       |               |                                |
| 2013 | 《敦子求愛任務》           | Seventh Code  |                                |
| 2015 | 《岸邊之旅》               |               | 坎城影展一種注目單元最佳導演獎 |
| 2016 | 《恐怖鄰人》               |               |                                |
| 2016 | 《顯影的女人》             | 法語： 日语： |                                |
| 2017 | 《散步的侵略者》           |               |                                |
| 2019 | 《旅途的結束，世界的開始》 |               |                                |
| 2020 | 《間諜之妻》               |               | 威尼斯影展最佳導演銀獅獎       |
| 2024 | 《鐘聲》                   |               | 中長片                         |
| 2024 | 《蛇之道2024》             | 法語： 日语： |                                |
| 2024 | 《仇雲殺機》               |               |                                |

## 電視劇
- 《贖罪（日语：贖罪 (湊かなえ)）》（2012年）（原著：湊佳苗 – 《贖罪》）
- 《預兆 散步的侵略者》（2017年）（原著：前川知大 – 《散步的侵略者》）
- 《間諜之妻（日语：スパイの妻）》（2020年）

## 荣誉

### 日本勳章獎章
- 紫绶褒章（2021年11月3日公布[6]）

### 威尼斯影展
- 最佳導演銀獅獎：2020年《間諜之妻》

### 坎城影展
- 一種注目單元費比西獎：2001年《降靈》
- 一種注目單元評審團獎：2008年《東京奏鳴曲》
- 一種注目單元最佳導演獎：2015年《岸邊之旅》

### 亞洲電影大獎
- 最佳電影：2009年《東京奏鳴曲》
- 最佳電影：2021年《間諜之妻》

## 外部連結
- 黑澤清在互联网电影资料库（IMDb）上的資料（英文）